# 里斯·馬塞爾
里斯·馬塞爾（匈牙利語： [ˈriːs ˈmɒrt͡sɛll] ；1886 年 11 月 16 日 - 1969 年 9 月 4 日）(有的文献采用西方序译名为马塞尔·里斯)是一位匈牙利数学家，因其在求和法、位势论和分析的其他部分以及数论、偏微分方程和克利福德代数方面的工作而闻名。他的大部分职业生涯是在瑞典隆德度过的。
马塞尔是里斯·弗里杰什（Frigyes Riesz）的弟弟；弗里杰什亦是一位重要的数学家，他们有时一起工作（参见F. 和 M. Riesz 定理）。

## 人物经历
里斯·马塞尔出生于奥匈帝国杰尔，是数学家里斯·弗里杰什的弟弟。1904年，赢得厄特沃什·罗兰竞赛。 进入布达佩斯大学后，同时在哥廷根学习，在巴黎度过1910-11学年。稍早前，1908年，参加罗马国际数学家大会，并遇到了约斯塔·米塔格-莱弗勒（Gösta Mittag-Leffler）。三年后，米塔格-莱弗勒邀请里斯来瑞典。 
在費耶爾·利波特的指导下，里斯获得罗兰大学博士学位。 1911年移居瑞典，并于该年起在斯德哥尔摩大学任教至1925年。
1926年至1952年担任隆德大学教授。据拉斯·戈丁 （Lars Gårding）称，里斯抵达隆德时已是著名的数学明星，一开始他的任命看起来是一次流放，因为事实上当时隆德还没有建立数学学校。不过，里斯成功扭转了局面，使学术气氛更加活跃。  
从隆德大学退休后，他在美国的大学工作了10年。作为访问研究教授，他曾在马里兰州、芝加哥等地工作。 
经过十年的紧张工作，几乎没有休息，他精神崩溃了。里斯于1962年返回隆德。长期患病后，于1969年在那里去世。  
1936年当选为瑞典皇家科学院院士。 

## 数学工作

### 经典分析
作为费耶尔的学生，里斯在布达佩斯时期致力于三角级数的研究：
{\displaystyle {\frac {a_{0}}{2}}+\sum _{n=1}^{\infty }\left\{a_{n}\cos(nx)+b_{n}\sin(nx)\right\}.\,}
他的一个研究结果表明，如果
{\displaystyle \sum _{n=1}^{\infty }{\frac {|a_{n}|+|b_{n}|}{n^{2}}}<\infty ,\,}
并且如果级数的费耶尔均值趋向于零，则所有系数an和bn都为零。 
他在三角级数可和性方面的研究成果包括将费耶尔定理推广到任意阶的切萨罗平均。 他还研究了幂的可和性，并与哈代（G. H. Hardy）合著了关于狄利克雷级数的著作（Hardy & Riesz (1915) ）。 
1916年，他引入了三角多项式的Riesz插值公式，这使得他能够给出伯恩施坦不等式的新证明。 
他还引入了Riesz函數Riesz(x)，并证明了黎曼猜想等价于以下渐进界：O(x1⁄4 + ε)（当x → ∞，对于任意小ε > 0）。 
他与兄弟里斯·弗里杰什一起证明了F. 和 M. Riesz 定理，该定理特别意味着，如果μ是单位圆上的复测度，则
{\displaystyle \int z^{n}d\mu (z)=0,n=1,2,3\cdots ,\,}
则μ的变分| μ | 与圆上的勒贝格测度相互绝对连续。  

### 泛函分析方法
里斯在20世纪20年代的部分分析工作采用了泛函分析的方法。
20世纪20年代初期，他研究矩问题，并通过证明Riesz 扩张定理（早于密切相关的Hahn-Banach 定理）引入了算子理论方法。  
后来，他提出了一个插值定理，证明希尔伯特变换是Lp (1 < p < ∞)。他的学生Olaf Thorin对插值定理进行了推广，推广后的定理现称为Riesz-Thorin 定理。  
里斯还独立于安德烈·柯爾莫哥洛夫（Andrey Kolmogorov）建立了Lp中的Kolmogorov – Riesz 紧致性准则：子集K ⊂ Lp ( Rn ) 是预紧的当且仅当以下三个条件成立：(a) K有界；
（b）对于任意f ∈ K，都有对任意ε > 0存在R > 0使得
{\displaystyle \int _{|x|>R}|f(x)|^{p}dx<\epsilon ^{p}\,}；
（c）对任意ε > 0存在ρ > 0使得对于任意y ∈ Rn且 | y | < ρ ，对于任意f ∈ K
{\displaystyle \int _{\mathbb {R} ^{n}}|f(x+y)-f(x)|^{p}dx<\epsilon ^{p}\,}.

### 势理论、偏微分方程和 Clifford 代数
1930年后，里斯的兴趣转向位势理论和偏微分方程。他利用了“广义势”，即黎曼-刘维尔积分的推广。 具体来说，里斯发现了Riesz 势，它是黎曼-刘维尔积分在一维以上维度的推广。 
在20世纪40年代和50年代，里斯致力于克利福德代数的研究。他1958年的讲义（其完整版于1993年才出版（ Riesz (1993) ））被物理学家David Hestenes称为克利福德代数“重生的助产士”。 

### 学生
里斯在斯德哥尔摩的博士生有哈拉尔德·克拉梅尔和Einar Carl Hille。 在隆德，里斯指导了Otto Frostman、拉斯·戈丁、拉尔斯·霍尔曼德尔和Olof Thorin的论文。 

## 出版物
- Hardy, G. H.; Riesz, M. . Cambridge University Press. 1915. JFM 45.0387.03.
- Riesz, Marcel. . Berlin, New York: Springer-Verlag. 1988. ISBN 978-3-540-18115-6. MR 0962287.
- Riesz, Marcel. . Fundamental Theories of Physics 54. Dordrecht: Kluwer Academic Publishers Group. 1993 [1958]. ISBN 978-0-7923-2299-3. MR 1247961.